# Linda Lorena
Linda Lorena (Buenos Aires, Argentina, 1928 - ibídem, 11 de abril de 2007) fue una actriz teatral, televisiva y cinematográfica argentina.

## Carrera
Lorena fue una estacada actriz de reparto de cine de la segunda mitad de la década de 1940, filmó varias películas durante la década dorada del cine argentino, junto a eximias figuras de la talla de Francisco de Paula, Jorge Salcedo, Sebastián Chiola, Tito Alonso, Homero Cárpena, Nathán Pinzón, Rosa Catá, Cristina Berys, Enrique García Satur, Josefa Goldar, entre otros.
Estudió desde muy joven arte escénico y lenguas, ya que hablaba seis idiomas (húngaro, alemán, francés, italiano, inglés y español).
Desde los 18 hasta los 24 años filmó sus cuatro primeros películas y a los 28 volvió para hacer su último papel cinematográfico. Trabajó bajo la dirección de directores de renombre como Tulio Demicheli y Hugo Fregonese.

### Filmografía
- 1946: Donde mueren las palabras
- 1946: Inspiración
- 1949: Apenas un delincuente
- 1949: Vidalita[2]
- 1954: Romance juvenil

### Televisión
Ya más grande continuó su carrera en televisión en ciclos como:
- 1954: ¡No quiero ser así!, de Abel Santa Cruz, junto a Virginia Luque y José María Gutiérrez.
- 1967/1969: Simplemente María
- 1983: Las veinticuatro horas

## Teatro
En 1962 hizo la obra Los enamorados de Carlo Goldoni estrenado en el Teatro Sarmiento, con dirección de Esteban Serrador, junto con Nini Gambier, Mabel Landó, Ricardo Bauleo, Nerio Guzar, Tino Pascali, Aldo Bigatti, Emilio Guevara, entre otros.

## Vida privada
En 1949 se casó con Rodolfo Polito Grinner, un banquero argentino de origen francés del que al poco tiempo se separa por motivos de celos. Luego se casó con un abogado húngaro, este matrimonio no duro más de dos años y el sistema nervioso de la madre de Linda Lorena no resistió más: un pico de presión por el disgustó la dejó hemipléjica. Por ello decidió dejar la actuación por un tiempo.